# Тармо, Дженеба
Дженеба Тармо (англ. Jeneba Tarmoh; род. 27 сентября 1989, Лос-Анджелес, Калифорния) — американская легкоатлетка, специализирующаяся в беге на дистанциях 100 и 200 метров.

## Биография
Тармо живет в Сан-Хосе, где она посещала среднюю школу. Ее родители-медики иммигрировали в Сан-Хосе из Сьерра-Леоне незадолго до ее рождения. Она выиграла 100 и 200 метров на соревнованиях CIF California State Meet в 2006 (на юниорском уровне) и 2007 (на взрослом уровне) годах.

## Карьера колледжа
Тармо была в составе команды Техасского университета A&M, помогая им побеждать в соревнованиях NCAA по легкой атлетике на открытом воздухе 2009—2011 сезонов. Став профессионалом, подписала контракт с Nike, прекратив участвовать в NCAA. Она заняла третье место на чемпионате США 2011 года на открытом воздухе в беге на 200 м, заработав место в сборной на чемпионате мира 2011 года.

## Олимпийская карьера
23 июня 2012 года Тармо показала одинаковые результаты с Эллисон Феликс в борьбе за третье место в финале на 100 м на чемпионате США по легкой атлетике. Тармо изначально была объявлена третьей, но после пересмотра фотофиниша, чиновники USATF решили, что нужно организовать еще один забег между двумя спортсменками, если ни один из них не уступит свое место другому. Тармо сначала согласилась на «второй тур», но позже снялась, уступив место Феликс. Это событие вызвало серьезную критику по отношению к должностным лицам USATF за недостаточные критерии выявления победителя в случае равенства и принуждению спортсменок к участию в дополнительных раундах.
Тармо отправилась в Лондон в качестве резервной в составе сборной США. В квалификационном раунде она провела второй этап женской эстафеты 4×100 метров. Хотя она не участвовала в финале, она получила золотую медаль, а США также установили мировой рекорд, победив в финале.

## Персональные данные
Тармо снялась в эпизоде California On, где она давала интервью комику Kassem G.

## Личные рекорды
| Событие | Время            | Место   | Дата         |
| ------- | ---------------- | ------- | ------------ |
| 100 м   | 10,93 (+1,8 м/с) | Де-Мойн | 21 июня 2013 |
| 200 м   | 22,23 (-0,3 м/с) | Монако  | 17 июля 2015 |